# Amour noir (série télévisée, 2018)
Amour noir (Ilha de Ferro) est une série télévisée brésilienne produite et diffusée entre le 14 novembre 2018 et le 25 octobre 2019 sur le service de streaming Globoplay.
En France, elle est diffusée le 10 novembre 2023 et le 31 octobre 2024 sur le service de streaming M6+.

## Synopsis
Alors que Dante s'apprête à devenir le directeur de la plateforme pétrolière sur laquelle il travaille, il voit le poste lui échapper au profit de Júlia, la fille d'un ministre. En mer, la rivalité entre les deux ingénieurs ne cesse alors de croître, tandis que sur la terre ferme, Leona, la petite amie de Dante, le trompe avec quelqu'un qu'il connaît très bien... 

## Distribution
Personnages principaux
| Acteur/Actrice      | Personnage                       | Saisons | Saisons |
| Acteur/Actrice      | Personnage                       | 1ª 2018 | 2ª 2019 |
| ------------------- | -------------------------------- | ------- | ------- |
| Cauã Reymond        | Dante Giordano                   |         |         |
| Maria Casadevall    | Júlia Bravo                      |         |         |
| Herbert Richers Jr. | Ministro Horácio Bravo           |         |         |
| Taumaturgo Ferreira | Valdomiro Carlos da Silva (Buda) |         | part.   |
| Klebber Toledo      | Bruno Giordano                   |         | part.   |
| Sophie Charlotte    | Leona Domingues                  |         |         |
| Mariana Ximenes     | Drª. Olívia Dias                 |         |         |
| Rômulo Estrela      | Ramiro                           |         |         |
| Eriberto Leão       | Diogo Bravo                      |         |         |
| Erom Cordeiro       | Playboy                          |         |         |
| Daphne Bozaski      | Maria Eduarda Giordano           |         |         |

Acteurs récurrents
| Acteur/Actrice     | Personnage                | Saisons | Saisons |
| Acteur/Actrice     | Personnage                | 1ª 2018 | 2ª 2019 |
| ------------------ | ------------------------- | ------- | ------- |
| Jonathan Azevedo   | Fiapo                     |         |         |
| Kizi Vaz           | Suelen Cristine Souza     |         |         |
| Jonathan Haagensen | Diablo                    |         |         |
| Neco Vila Lobos    | Antônio Brandão (Brandão) |         |         |
| Cadu Fávero        | Clarke                    |         |         |
| Nikolas Antunes    | Artur                     |         |         |
| Bruce Gomlevsky    | Leviatã                   |         |         |
| André Ramiro       | Nonato                    |         |         |
| Júlio Rocha        | Sileno                    |         |         |
| Bernardo Schlegel  | Welber                    |         |         |
| Vitoria Ferraz     | Liliane                   |         |         |
| Milhem Cortaz      | Astério Medeiros          |         |         |
| Johnnas Oliva      | Borracha                  |         |         |
| Giovanni Gallo     | Rosaldo (Borracha)        |         |         |
| Cláudio Gabriel    | Álvaro                    |         |         |
| José Rubens Chachá | Neto                      |         |         |
| Gery               | Robson                    |         |         |

Participations spéciales
| Acteur/Actrice      | Personnage                |
| ------------------- | ------------------------- |
| Osmar Prado         | João Bravo                |
| Cássia Kis          | Isabel Giordano           |
| Moacyr Franco       | Amorim                    |
| Paulo Goulart Filho | Dr. Francis               |
| João Bravo          | Lucas                     |
| Soren Hellerup      | Lars                      |
| Breno de Filippo    | Marcos                    |
| Marília Coelho      | Gladys                    |
| Jéssica Castro      | Natalie                   |
| Flávio Pardo        | Osmar                     |
| Charles Paraventi   | Rogério                   |
| Lourinelson Vladmir | Comandante Jardel da Lima |
| Jefferson Brasil    | Rivotril                  |
| Milton Walley       | Bam Bam                   |
| Johnnas Oliva       | Borracha                  |
| Marcelo Portinari   | Caveira                   |
| Fabio Marcoff       | Dr. Bastos                |
| Alice Palmar        | Maria Giordano (criança)  |

## Épisodes

### Première saison (2018)
La première saison, comptant douze épisodes, est mise en ligne le 14 novembre 2018
1. L'accident (Ninguém é uma Ilha)
2. Le mariage (Para Sempre)
3. Le fugitif (O Labirinto)
4. Sur terre comme sur mer (Assim na Terra como no Mar)
5. C'est un miracle (Respiração Artificial)
6. Trafic (Fantasmas)
7. Face au destin (Vir à Tona)
8. Alerte contagion ! (Culpados)
9. Le triangle amoureux (A Terra que nos Devora)
10. Panique à bord (Todo Mundo é uma Ilha)
11. Détournement (1/2) (Inferno 1)
12. Détournement (2/2) (Inferno 2)

### Deuxième saison (2019)
La deuxième saison, comptant dix épisodes, est mise en ligne le 25 octobre 2019
1. Sous pression (O Inferno de Dante)
2. Au nom de Dieu (Ilhas)
3. Retour aux sources (Partidas e Chegadas)
4. Trahison (Eterno Retorno)
5. Dans la tempete (Juntos)
6. Operation de sauvetage (Viver é Perigoso)
7. Les fantomes du passé (Morrer é uma Grande Aventura)
8. Coup de poker (Futuro)
9. Le karma (Karma)
10. Face à face (Primeiro Óleo)

## Version française
La version française est assurée par Studio Plug-in au Maroc.
Avec les voix de Letizia Costantini, Alex Pinault, Mouna Belgrini, Camille Bechta, Adrien Caminada, Fanny Dalmau, Antoine Pinault, Martin Girard, Paul Nguyen, Hamza Toujiri, Michael Paolinetti, Wahid Lahlou, Emmanuelle Brindel, Serge Barreau, Guillaume Escaffre, Jean-Albert Margaine, Christophe Cérino, Eric Cuvelier, Abdellah Zelloufi, Anna Fhima, Rodolphe Abassi et Olivier Mutelot.